# Granges-les-Beaumont
Granges-les-Beaumont é uma comuna francesa na região administrativa de Auvérnia-Ródano-Alpes, no departamento de Drôme. Estende-se por uma área de 7,51 km². Em 2010 a comuna tinha 928 habitantes (densidade: 123,6 hab./km²).